# Danial Mahini
Danial Mahini (tiếng Ba Tư: دانیال ماهینی) là một hậu vệ bóng đá người Iran hiện tại thi đấu cho the câu lạc bộ Iran Esteghlal Khuzestan ở Persian Gulf Pro League.

## Sự nghiệp câu lạc bộ
Mahini bắt đầu sự nghiệp với Iranjavan với tư cách cầu thủ trẻ. Anh được đẩy lên đội một năm 2012. Vào mùa hè năm 2015 anh gia nhập Esteghlal Khuzestan với bản hợp đồng 2 năm. Anh có màn ra mắt cho Esteghlal Khuzestan ngày 30 tháng 7 năm 2015 trước Sepahan với tư cách đá chính.

## Thống kê sự nghiệp câu lạc bộ
Tính đến 24 tháng 12 năm 2017
| Câu lạc bộ          | Hạng đấu                | Mùa giải            | Giải vô địch | Giải vô địch | Cúp Hazfi | Cúp Hazfi | Châu Á  | Châu Á    | Tổng    | Tổng      |
| Câu lạc bộ          | Hạng đấu                | Mùa giải            | Số trận      | Bàn thắng    | Số trận   | Bàn thắng | Số trận | Bàn thắng | Số trận | Bàn thắng |
| ------------------- | ----------------------- | ------------------- | ------------ | ------------ | --------- | --------- | ------- | --------- | ------- | --------- |
| Iranjavan           | Azadegan League         | 2012–13             | 2            | 0            | 0         | 0         | –       | –         | 2       | 0         |
| Iranjavan           | Azadegan League         | 2013–14             | 0            | 0            | 0         | 0         | –       | –         | 0       | 0         |
| Iranjavan           | Azadegan League         | 2014–15             | 16           | 0            | 0         | 0         | –       | –         | 16      | 0         |
| Esteghlal Kh.       | Persian Gulf Pro League | 2015–16             | 8            | 0            | 2         | 0         | –       | –         | 10      | 0         |
| Esteghlal Kh.       | Persian Gulf Pro League | 2016-17             | 27           | 0            | 2         | 0         | 8       | 0         | 37      | 0         |
| Saipa               | Persian Gulf Pro League | 2017-18             | 14           | 0            | 1         | 0         | –       | –         | 15      | 0         |
| Tổng cộng sự nghiệp | Tổng cộng sự nghiệp     | Tổng cộng sự nghiệp | 67           | 0            | 5         | 0         | 8       | 0         | 80      | 0         |

## Sự nghiệp quốc tế
Anh có màn ra mắt ngày 7 tháng 6 năm 2016 trước Kyrgyzstan trên Sân vận động Azadi ở Tehran trong trận giao hữu.

## Danh hiệu
Esteghlal Khuzestan
- Persian Gulf Pro League (1): 2015–16
- Á quân Siêu cúp bóng đá Iran: 2016